# Variolita

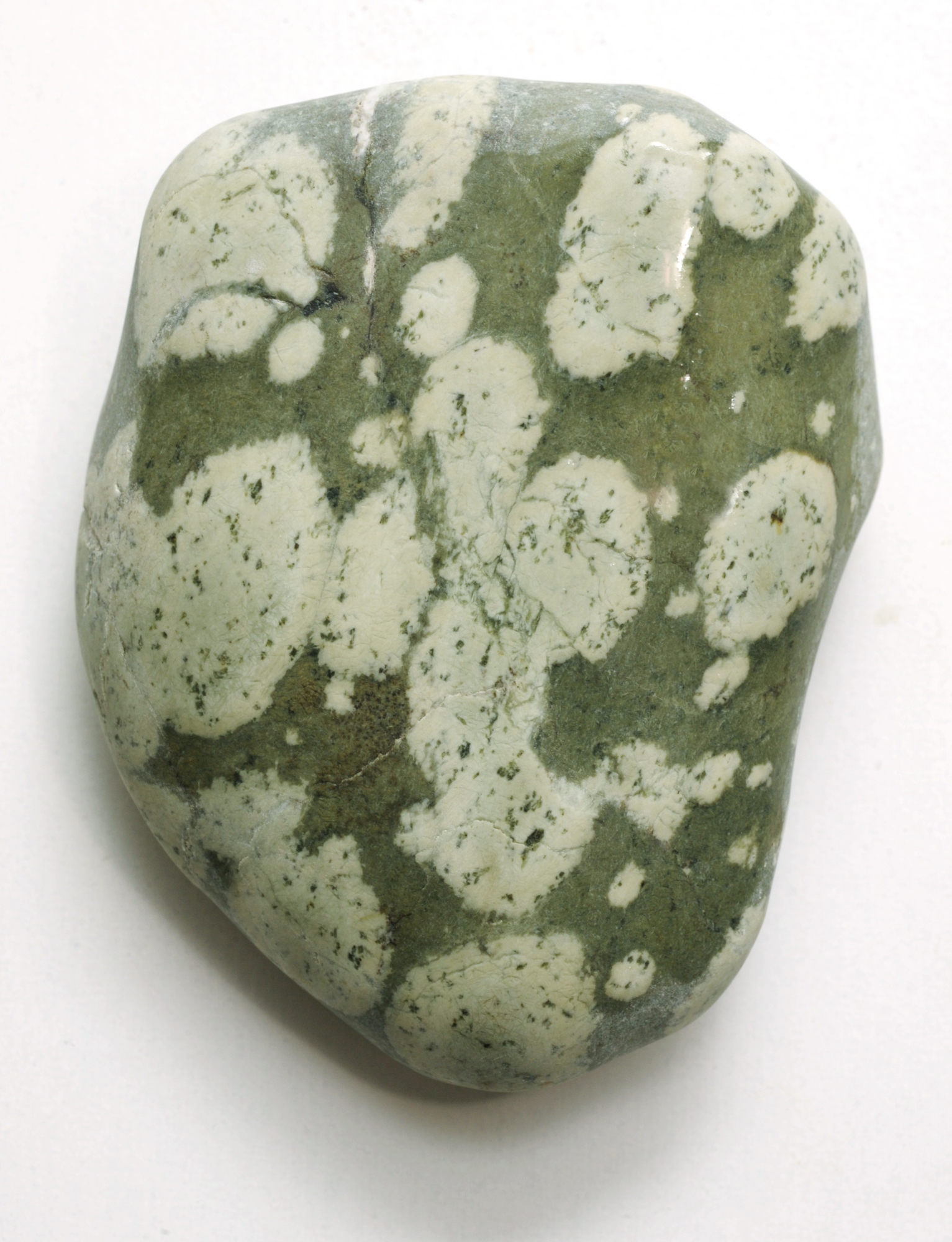
Guijarro de playa de lava variolítica (varolita) de la península Olímpica, estado de Washington

Las variolitas (del latín varius) son un grupo de rocas ígneas de naturaleza básica y color negro verdoso, que se encuentran en superficies muy afectadas por el clima, muy meteorizadas en definitiva, que exhiben pequeños puntos pálidamente coloreados, o esférulas, que dotan a la roca de un aspecto picado, moteado. En algunas condiciones este tipo de moteadura destaca mucho; su color es gris, verde pálido, violeta o amarillento, lo cual destaca sobremanera en la matriz verde oscuro de la roca circundante.